# Federal Hall
Federal Hall byla budova na 26 Wall Street na Dolním Manhattanu ve městě New York v USA postavená v roce 1700. Stavitelem byl francouzský architekt Pierre Charles L'Enfant.
Budova nejdříve sloužila jako radnice města New York, poté jako první sídlo kongresu Spojených států amerických po přijetí Ústavy. Byla také místem, kde v roce 1789 proběhla inaugurace George Washingtona jako prvního prezidenta Spojených států.
Tuto událost symbolizuje bronzová socha na schodech před dnešní podobou této budovy postavené mezi lety 1834 a 1842 jako US Customs House.
Původní Federal Hall byla zbořena v roce 1812. Dnešní verze nese jméno Federal Hall National Memorial a slouží jako muzeum oslavující události, jež se udály na tomto místě. Expozice zahrnuje interaktivní místnosti věnované americké Ústavě či listině práv, která zde byla přednesena prvnímu Kongresu Jamesem Madisonem.

## Galerie

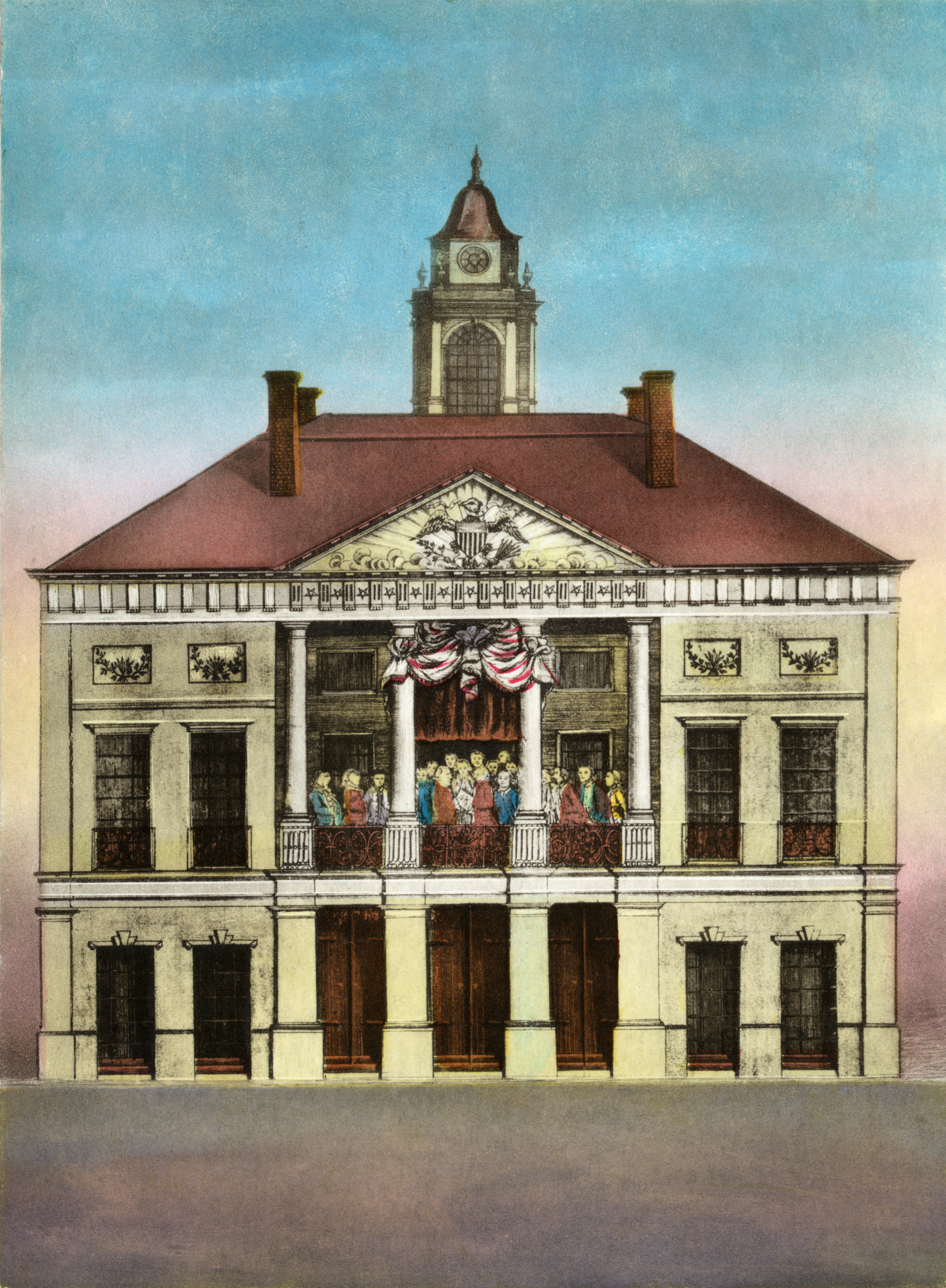
Prezidentská přísaha George Washingtona na balkoně původní Federal Hall. Tehdejší velké shromáždění lidu není na litografii z roku 1790 od Amose Doolittlea zachyceno.
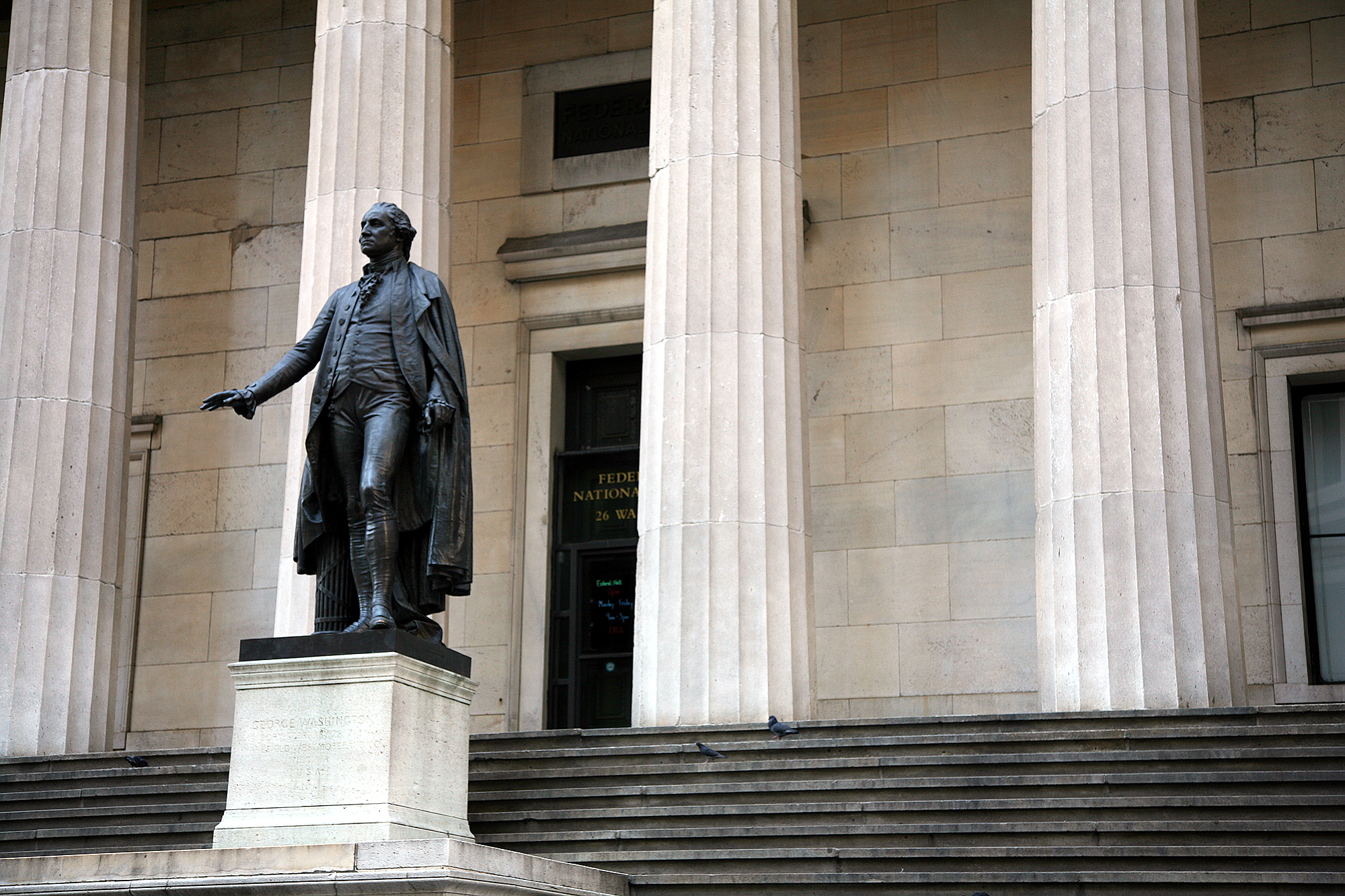
Bronzová socha George Washingtona na schodech před Federal Hall National Memorial.
Olejová malba zobrazující událost Washingtonovy přísahy z 30. dubna roku 1789.
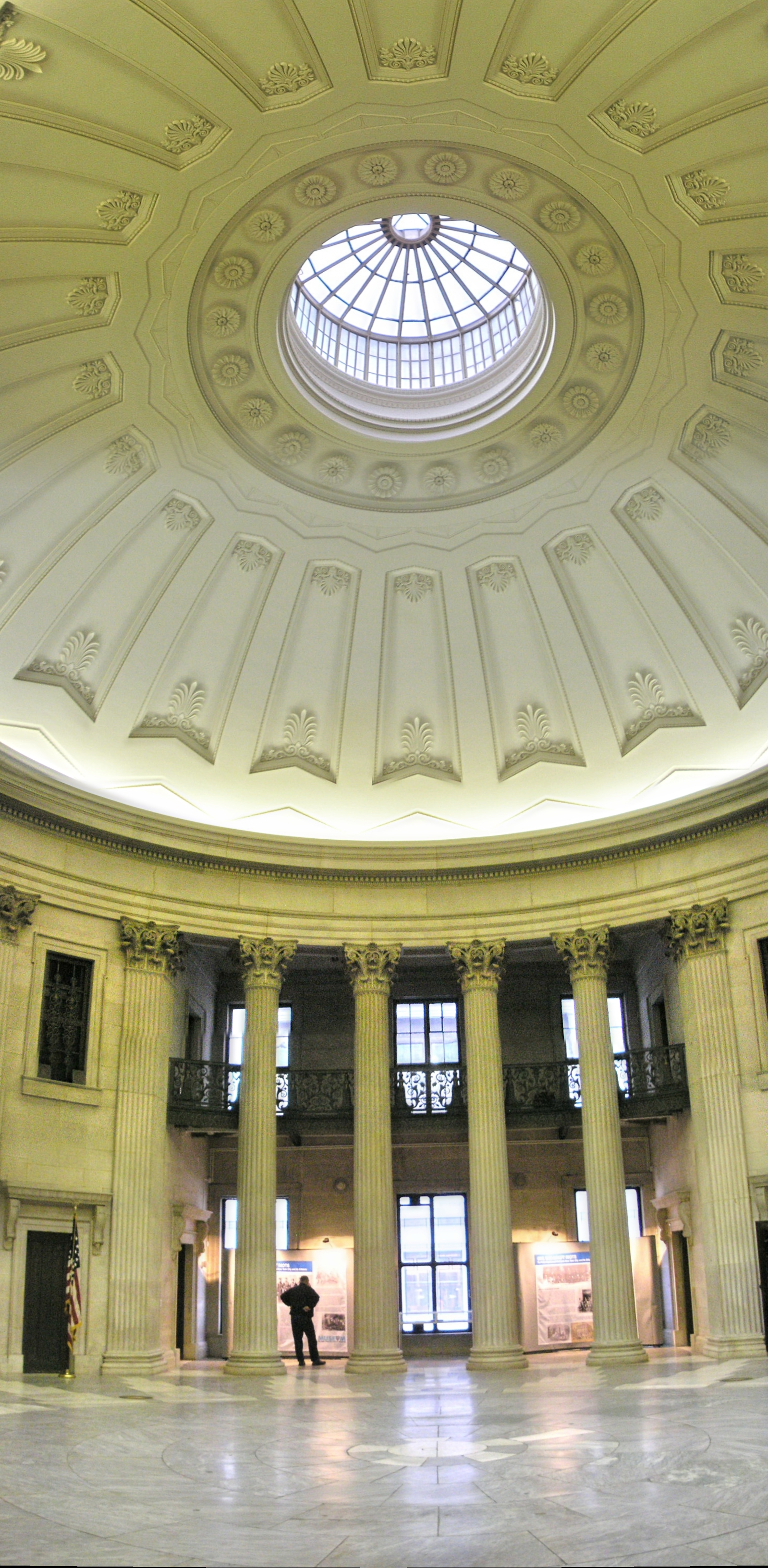
Mramorové sloupy uvnitř rotundy, pohled zevnitř.
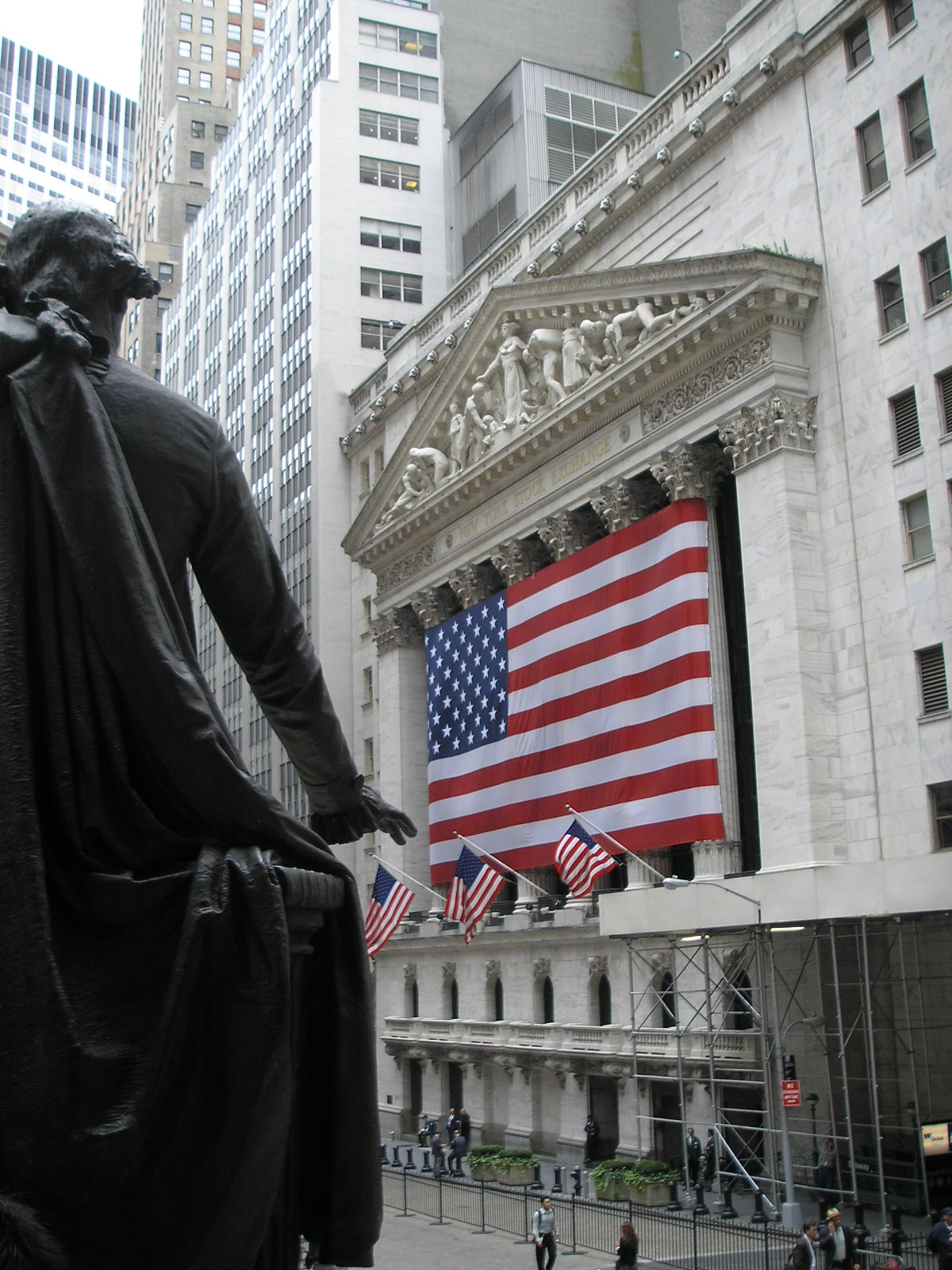
Pohled na NYSE směrem od Federal Hall National Memorial.